# Джордж Гінкепі
Джордж Гінкепі (англ. George Hincapie) — єдиний в історії американський велогонщик, який взяв участь у п'яти Олімпійських іграх. Єдиний, хто був співавтором всіх семи перемог Ленса Армстронга. Він один з двох гонщиків, який вісім разів входив до складу команди, яка виграла Тур де Франс, що також є рекордом. Він сам фінішував на Тур де Франс 17 разів (з 1996 по 2012 роки).

## Життєпис
Джордж Ентоні Гінкепі Гарсес народився 29 червня 1973 року в Квінсі, Нью-Йорку в родині колумбійського емігранта Рікардо Гінкепі.
У 1986 році вступив у Century Road Club.
«Ми росли разом з батьком, який подорожував з нами по всій країні, був присутній на перегонах, — розповідає його брат Річ. — Він працював в United Airlines, тому повітряний транспорт був найбільш доступний для нас. Моя мати також дуже нас підтримувала, і для нас завжди все було готове до дрібниць, щоб ми могли турбуватися тільки про свої тренування». У 14 років він вирушив у Olympic Training Center в Колорадо, і його кар'єра почала вибудовуватися за всілякої підтримки моральної і фінансової — рідних. У категорії юніорів молодший Гінкепі виграв близько 300 гонок, завоював 16 медалей, 10 національних титулів, дві медалі чемпіонатів світу (срібло і бронзу). «Джордж ставав одним з найкращих велогонщиків у світі», — каже Рікардо.
1992 року Гінкепі-молодший став учасником своїх перших Олімпійських ігор у Барселоні. Потім перейшов у професіонали, підписав контракт з Motorola Cycling Team і поїхав у Європу.
Та він виграв два етапи на Турі Люксембургу і посів друге місце в загальному заліку. У 1997-му році Гінкепі перейшов у нову команду — американський колектив US Postal Service під керівництвом Йохана Брюнеля.
1999 рік
У тому сезоні Гінкепі посів 9-те місце на Мілан — Сан-Ремо, на Турі Фландрії зупинився в кроці від двадцятки найсильніших, а на Париж-Рубе посів 4-те місце. Четвертим був він і на перегонах Гент-Вевельгем.
2000 рік
Став шостим на Париж-Рубе, відзначився на спринтерських етапах тижневих багатоденок.
2001 рік
У 2001 році посів перше місце в гонці Гент-Вевельгем. Гінкепі лише на мить випередив Леона Ван Бона. «Ви знаєте, як я потребую перемоги, — заявив він журналістам. — Минуло так багато часу відтоді, як я вигравав. Я знаю, що можу перемагати, у мене все має бути правильно. Я сподіваюся, що це означає багато майбутніх перемог».
2002 рік
Сезон 2002 року Гінкепі закінчив на 7-му місці в заліку Кубка світу.
2003 рік
Взимку у нього почалися проблеми з диханням, лікарі діагностували респіраторну інфекцію. Багато часу пішло на те, щоб просто поставити діагноз і знайти лікаря, здатного в короткі терміни поставити його на ноги. «Моє тіло просто не працювало правильно, і для мене було дуже важко пройти через це». Річ Гінкепі розповідав, що ніколи не бачив свого брата таким сумним, як у той період, і ніколи Джордж не був так близько до завершення кар'єри: жахливий стан здоров'я і повний відчай ледь не змусили його опустити руки. Але йому все ж вдалося видужати і повернутися в гонки до травня. Річ Гінкепі: «Якщо хтось і може повернутися на пік форми за короткий строк, так це Джордж. Ніхто не працює важче, ніж він».
Коли гонщики US Postal Service вийшли на подіум на Єлисейських полях, щоб прийняти командний приз, Джордж вперше побачив свою майбутню дружину — французьку модель Мелані.
2005 рік

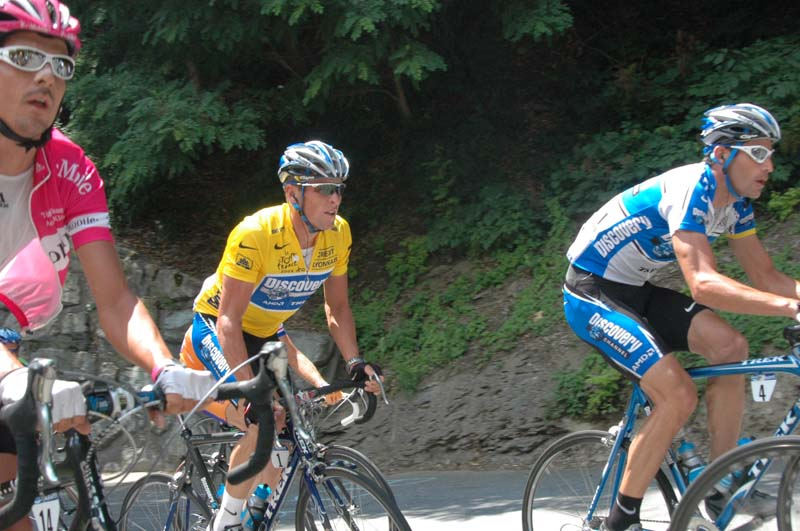
Джордж Гінкепі везе Ленса Армстронга до його сьомої перемоги на Тур де Франс

У лютому він виграв класику Куурне-Брюссель-Куурне, в березні став шостим в генеральній класифікації Тіррено-Адріатіко. Посів 2-ге місце на Париж-Рубе 2005. «Я міг тільки сподіватися, що буду швидшим за Боонена, — заявив Гінкепі після фінішу. — Але в нього куди більше сил. Я вірив у себе, і я щасливий, що перебуваю серед найсильніших гонщиків. Я провів дуже розумну гонку. Я зробив усе, що міг, і виклався настільки, наскільки міг».
У червні він виграв два етапи Дофіне Лібере, ставши тріумфатором прологу, а потім і завершальне етапу, розігравши перемогу з відриву зі своїм товаришем по команді — Ярославом Поповичем. А місяць по тому виграв етап Тур де Франс.
Влітку до Гінкепі прийшли великі перемоги у Франції. У червні він виграв два етапи Дофіне Лібере, ставши тріумфатором прологу, а потім і завершальний етап, розігравши перемогу з відриву зі своїм товаришем по команді — Ярославом Поповичем.
До того моменту вже було відомо, що це останній Тур Армстронга. І, коли Гінкепі виграв гірський етап, у пресі пішли розмови, що саме він буде наступним капітаном команди, яка тепер мала назву Discovery Channel, на Тур де Франс 2006. «Я намагаюся усвідомити зараз тільки одну річ, — відповів Джордж. — Я тільки що виграв найбільшу гонку в моєму житті! Дайте мені подумати про це та інші речі пізніше. Ви знаєте, я працював на Ленса протягом такого довгого часу, і для нього зробити таку заяву просто дивно; але якщо вони захочуть дати мені лідерство, я зроблю все, що зможу».
У серпні того ж року він святкував перемогу на французькій класиці в Плуе.
2006 рік
В цьому році Гінкепі виграв кілька етапів на турі Каліфорнії. На Гент-Вевельгем він став п'ятим. На велоперегонах Париж — Рубе з ним стався нещасний випадок. Гінкепі відібрався у вирішальний відрив, у нього була ідеальна позиція, оскільки він єдиний з усіх міг розраховувати на підтримку товариша по команді — Володимир Гусєв був поруч з ним. Але за 47 км до фінішу на ділянці Мон-ан-Певель у його велосипеда Trek ламається кермова колонка, і Джордж летить на бруківку, ламаючи ключицю. Після цього він вимушений був полишити перегони. Після другого етапу Тур Де Франс Гінкепі навіть став лідером, але зрештою посів лише 32 місце.
«Я був супер мотивований, щоб спробувати реалізувати свої шанси на Турі. Але тоді я дійсно побачив, яким особливим гонщиком був Ленс. Коли ви боретеся за позицію щодня і на кожному гірському етапі, це відрізняється від того, як ви йдете попереду на одному гірському етапі і відсиджуєтеся на іншому. Це величезна різниця», — сказав Гінкепі.
2007 рік
Його останній рік в Discovery Channel пройшов невдало. Взимку 2007 року на Турі Каліфорнії він зламав зап'ястя.
На Тур Де Франс-2007 він був грегарі в команді адже були 2 лідери: Леві Лейфеймер і Альберто Контадор.
У цьому році він перейшов до HTC-Columbia.
«Це велика зміна. Спочатку я сумнівався в тому, чи варто мені міняти команду, але водночас мені було цікаво, що чекає мене там. Я відчував, що мені потрібна нова мотивація, новий старт».
2008 рік і наступні

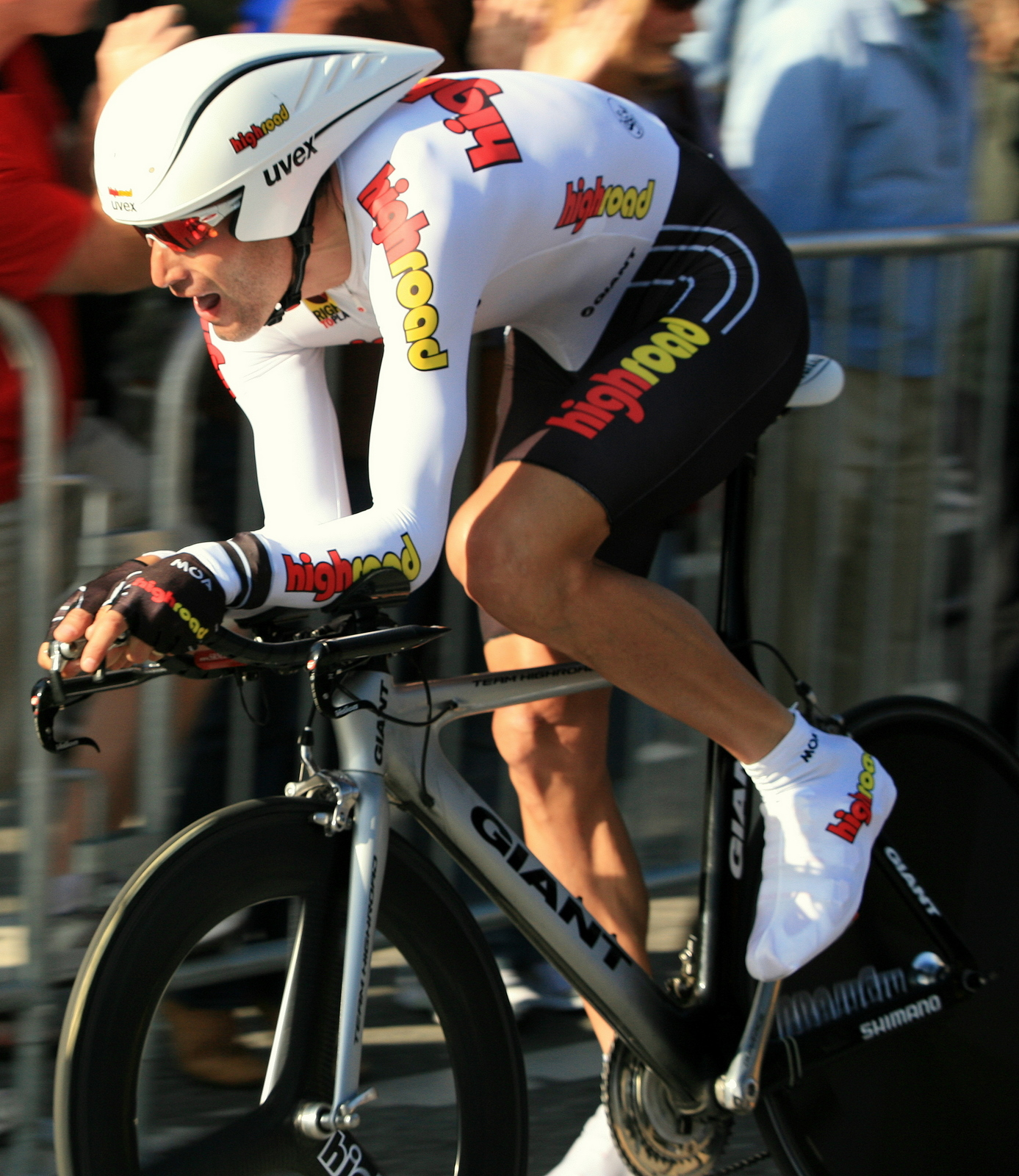
Гінкепі на пролозі Туру Каліфорнії 2008

У цьому сезоні він виконував роль грегарі для Марка Кавендіша, тільки на весняних і американських перегонах він був капітаном.
А ще одна гонитва за жовтою майкою лідера на Тур де Франс-2009 — і зовсім закінчилася драмою. На 14-му етапі до Безансона у відрив пішла досить численна і представницька група, з якою виграв Сергій Іванов, і яка везла пелотону достатньо, щоб «роздягнути» Рінальдо Ночентіні, який перебував тоді в жовтій майці. Претендентом на загальне лідерство був саме Гінкепі, який вже віртуально приміряв почесне вбрання, коли за кілька кілометрів група включилася і стала наздоганяти втікачів, які нічим не загрожували грандам. У підсумку на фініші йому не вистачило п'яти секунд, щоб змістити Ночентіні з п'єдесталу. Головним ударом для Гінкепі було те, що переслідування вела команда «Астана», за яку виступав його найкращий друг, який повернувся, Ленс Армстронг. Сам же Армстронг у свою чергу звинуватив американців з Garmin за те, що вони позбавили Гінкепі жовтої майки. Цей епізод викликав великий скандал, пелотон вирішив, що Гінкепі заслуговував, щоб йому віддали лідерство, і водночас було багато незадоволених тим, як Армстронг по-хазяйськи розпоряджається долею жовтої майки. Так чи інакше, зовсім убитий цією ситуацією Гінкепі, спочатку навіть відмовився розмовляти з колишнім капітаном.
«Зараз все абсолютно нормально. Я трохи розчарувався в ньому тоді, але це було схоже на те, як якщо б я розчарувався у своєму шкільному товаришеві, який забрав у мене дівчину, або щось в цьому роді. Зараз ми щось на зразок сім'ї. Тепер, коли я зміг обміркувати все, що сталося, я знаю, що він дійсно хотів бачити мене в жовтій майці. Але було щось, що не піддавалося його контролю і не дало цьому статися».
Восени того ж року він виграв чемпіонат США з велогонок.
2012 року він вирушив на рекордний 17-й Тур де Франс

## Кар'єрні досягнення

### Основні результати
1992
1-й  Командна гонка з роздільним стартом, Чемпіонат США з шосейних велоперегонів
1994
2-й — Тур Люксембургу
1-й  Очкова класифікація
1-й на етапах 1 і 4
4-й Classic Haribo
1995
1-й Acht van Chaam
3-й Класика Редінга
10-й Міжнародний чемпіонат Філадельфії
1997
5-й Класика Редінга
1998
1-й  Групова шосейна гонка, чемпіонат США з шосейних велоперегонів
1-й Міжнародний чемпіонат Філадельфії
2-й Класика Редінга
5-й Класика Ланкастера
1999
1-й Класика Редінга
1-й на етапі 6 PruTour
1-й  Очкова класифікація Тур Люксембургу
3-й Класика Ланкастера
4-й Гент — Вевельгем
4-й Париж — Рубе
5-й Vattenfall Cyclassics
9-й Мілан — Сан-Ремо
9-й Міжнародний чемпіонат Філадельфії
2000
3-й Класика Редінга
4-й Trofeo Luis Puig
5-й Міжнародний чемпіонат Філадельфії
6-й Париж — Рубе
7-й Класика Ланкастера
8-й Роздільна шосейна гонка, Олімпійські ігри
2001
1-й Gent–Wevelgem
1-й Гран-прі Сан-Франциско
2-й Класика Ланкастера
3-й — Тур Пікардії
3-й Міжнародний чемпіонат Філадельфії
4-й Париж — Рубе
9-й Мілан — Сан-Ремо
2002
1-й на етапі 1 (TTT), Вуельта Каталонії
2-й Classic Haribo
3-й Gent–Wevelgem
3-й — Вольта Алгарві
4-й Тур Фландрії
5-й Vattenfall Cyclassics
5-й Міжнародний чемпіонат Філадельфії
6-й Париж — Рубе
9-й Класика Ланкастера
2003
1-й на етапі 4 (TTT) Тур де Франс
7-й — Тур Бельгії
2004
1-й  Три дні Де-Панне
4-й Gent–Wevelgem
5-й — Париж — Ніцца
8-й Париж — Рубе
10-й Тур Фландрії
2004
1-й на етапі 4 (TTT) Тур де Франс
3rd Гран-прі Сан-Франциско
5-й Гран-прі Едді Меркса
2005
1-й Кюрне — Брюссель — Кюрне
Крітеріум ду Дофіне Лібере
1-й на етапах 1 і 7
1-й Гран-прі Уес Франс
2-й Париж — Рубе
6-й Brabantse Pijl
7-й Тур Фландрії
Тур де Франс
1-й на етапах 4 і 15
2006
Тур де Франс
Утримував  після етапів 1–2
3rd Тур Фландрії
4th Overall Тур Каліфорнії
1-й на етапах 2 і 5
2006
1-й  Групова шосейна гонка, National Road Championships
2-й — Енеко Тур Бенілюксу
1-й на етапі 4 (ITT)
5-й Gent–Wevelgem
8-й Тіррено — Адріатіко
9-й Класика Сан-Себастьяна
2007
1-й  Tour of Missouri
1-й на етапі 2
2-й Групова шосейна гонка, National Road Championships
2008
1-й на етапі 2 Крітеріум ду Дофіне Лібере
1-й на етапі 7 Тур Каліфорнії
4-й — Tour of Missouri
5-й Тур Фландрії
9-й Париж — Рубе
9-й — Три дні Де-Панне
2009
1-й  Групова шосейна гонка, National Road Championships
8-й E3 Харелбеке
2010
4-й Gent–Wevelgem
6-й Тур Фландрії
2011
2-й Групова шосейна гонка, National Road Championships
5-й — USA Pro Cycling Challenge
1-й на етапі 2
6-й Тур Фландрії
2017
1-й серед майстрів Absa Cape Epic

### Результати в генеральній класифікації Гранд-туру
| Гранд-тур       | 1995 | 1996 | 1997 | 1998 | 1999 | 2000 | 2001 | 2002 | 2003 | 2004 | 2005 | 2006 | 2007 | 2008 | 2009 | 2010 | 2011 | 2012 |
| --------------- | ---- | ---- | ---- | ---- | ---- | ---- | ---- | ---- | ---- | ---- | ---- | ---- | ---- | ---- | ---- | ---- | ---- | ---- |
| Вуельта Іспанії | 110  | —    | —    | —    | —    | —    | —    | —    | DNF  | —    | —    | —    | —    | —    | —    | —    | —    | —    |
| Джиро д'Італія  | —    | —    | —    | —    | —    | —    | —    | —    | —    | —    | —    | —    | DNF  | —    | —    | —    | —    | —    |
| Тур де Франс    | —    | DNF  | 104  | 53   | 78   | 65   | 71   | 59   | 47   | 33   | 13   | 32   | 24   | 35   | 17   | 59   | 56   | 38   |

| —   | Не брав участі |
| DNF | Не фінішував   |

; Скасовані результати = перекреслено.